# جرافيت (برنامج)
جرافيت هو نظام للخطوط الذكية قابل للبرمجة ومتوافق مع يونيكود تُطوِّره شركة SIL international. جرافيت مبني على نسق الخطوط ترو تيب (TrueType) ويضيف عليه ثلاثة جداول خاصة به. طُوِّر في البداية ليعمل على ويندوز ثم نُقِل إلى لينكس وماك أو.إس عشرة، لكنه غير مندمج مع بيئة أكوا. جرافيت برمجية حرة يوزع وفقا لرخصة جنو العمومية الصغرى ورخصة التأميم العامة.

## وصلات خارجية
- الموقع الرسمي
- موقع جرافيت في سورس فورج
- Project SILA نسخة محفوظة 20 أكتوبر 2012 على موقع واي باك مشين. — مشروع دمج جرافيت مع موزيلا